# Kasteel de Oude Kluis

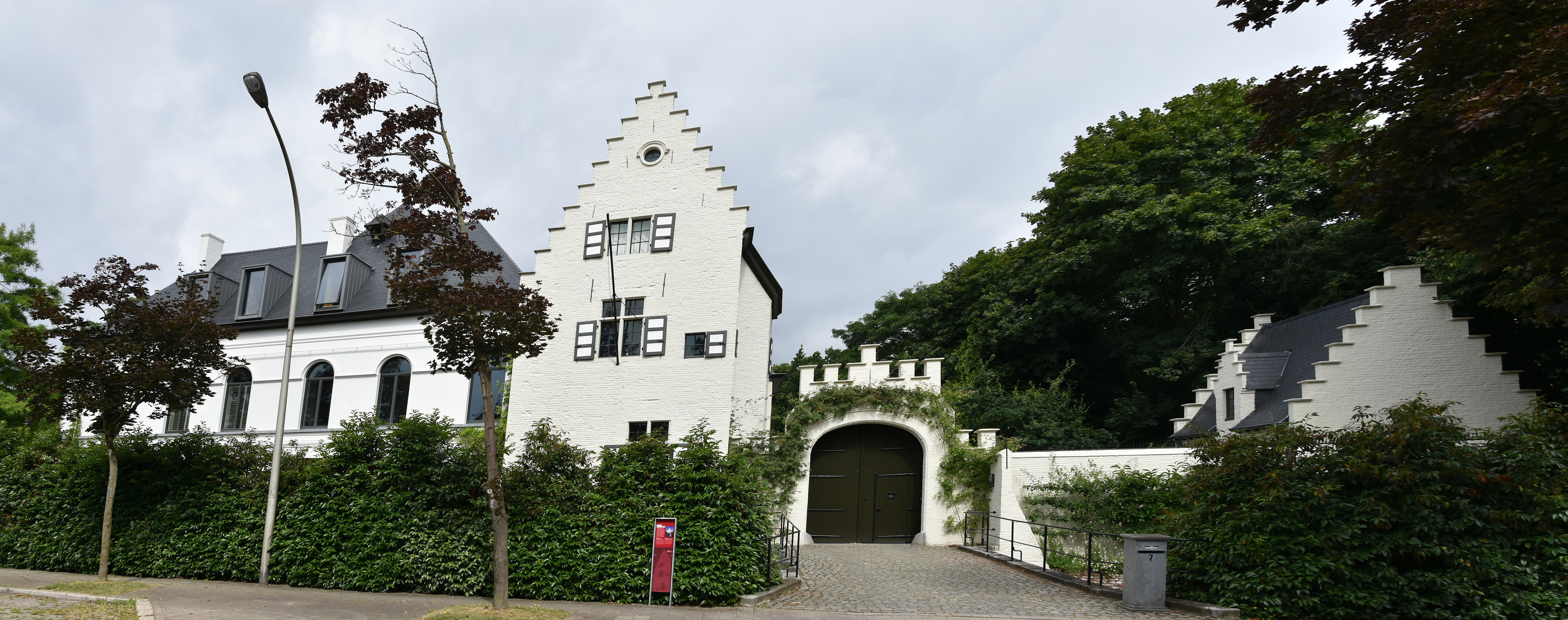
Kasteel de Oude Kluis in 2016

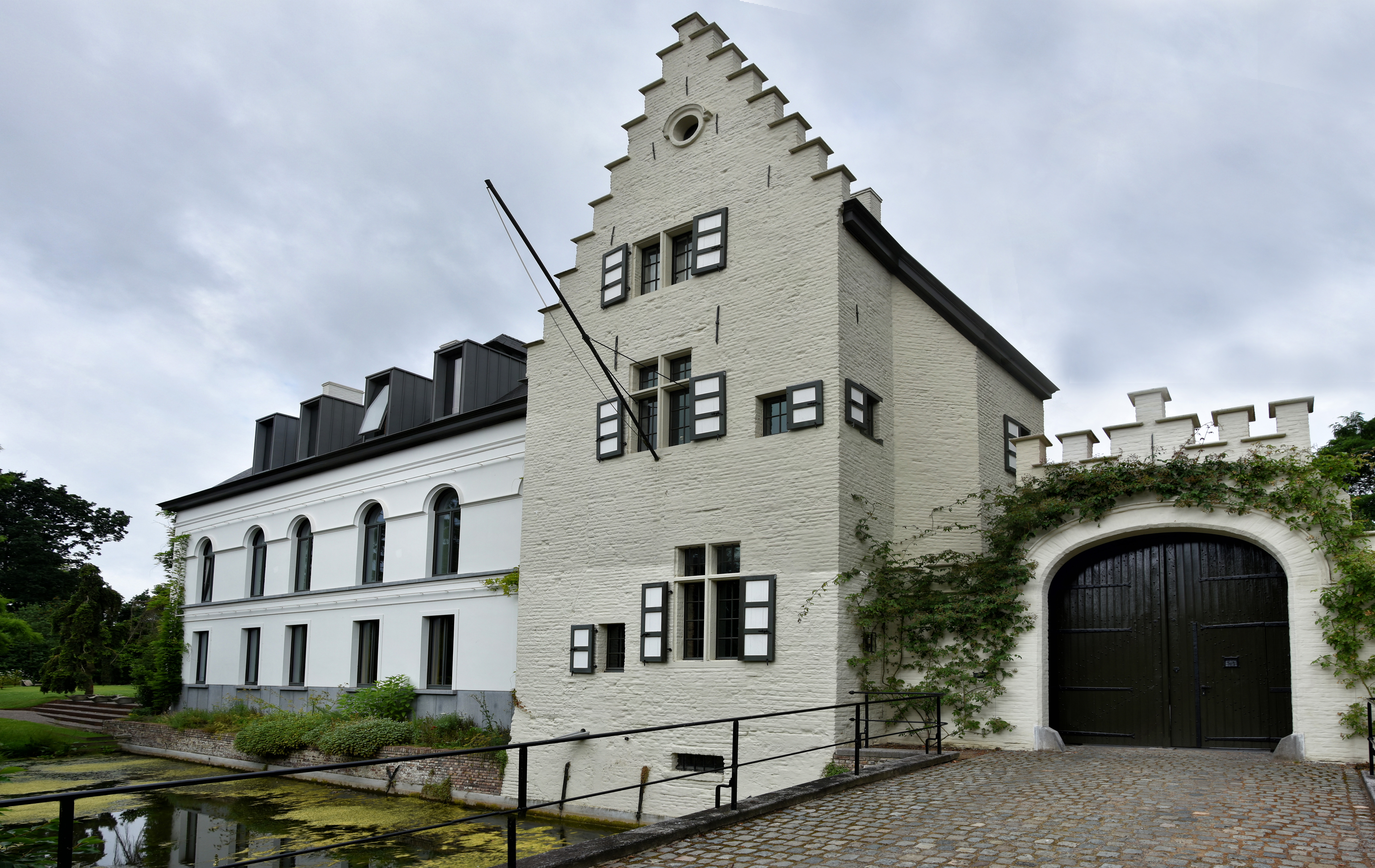
Kasteel de Oude Kluis in 2016

Het Kasteel de Oude Kluis is een kasteel in de Belgische deelgemeente Gentbrugge aan de Gentbruggekouter, oorspronkelijk een burcht die hoogstwaarschijnlijk in de 12e eeuw werd gebouwd en mogelijk nog eerder. In 1165 werd op het domein een burchtkapel opgericht. Sommige historici zien deze burchtkapel als verklaring voor de naam die deze voormalige gemeente kreeg.
Een document uit het laatste kwart van de 14e eeuw levert het bewijs dat op dit domein ook een kluizenarij aanwezig was. Vanaf 1501 deed ze dienst als pastorij omdat ze niet meer door kluizenaars werd bewoond. Het domein is ook terug te vinden op een plan van de hand van Jacob van Deventer dat wordt bewaard in de Nationale Bibliotheek van Madrid. Hierop is een bouwwerk in twee delen te zien met de burcht met kapel en kluizenarij waar anno 2011 een vijver ligt.
Een tekening van Henricus Hondius uit 1641 toont een kasteel, gebouwd aan een landweg - de latere Gentbruggekouter - terwijl de burcht is verdwenen. Het kasteel wordt aangeduid als Domus Dni Minnaert. Het is dan de woonst van Guillaume Minnaert, baljuw van het burggraafschap Gent. Hij was lid van de Raad van Vlaanderen. Ook bisschop Antonius Triest (1577-1657) gebruikte het als zomerverblijf. Antonius Sanderus maakte in 1641 een gravure van het kasteel waarop een brug is te zien die naar een poort leidt die vlak bij een poortgebouw staat.
Het oude torengebouw met zijn 1,30 m dikke muren en trapgevel is dikwijls herbouwd maar nog steeds prominent aanwezig. De laatste verbouwing gebeurde in het begin van de 20e eeuw onder leiding van de Brugse architect Joseph Viérin. De ronde torens aan de achtergevel en een andere ingangspoort dateren uit dezelfde periode. Het koetshuis verbouwde men in 1949 tot villa. De voorwal en de brug geraakten zwaar beschadigd toen een meer dan zeshonderdjaaroude ceder het begaf terwijl men op 25 januari 1988 de fabriekschouw van de NV Bleu d'Outremer te Sint-Amandsberg neerhaalde.
Het kasteel verwisselde een aantal keren van eigenaar. Het kwam in 1894 in het bezit van ridder Irenée Le Fevere de Ten Hove (1837-1912) die het schonk aan zijn zoon Gustave (1872-1954). Toen Gustave verhuisde werd het de woonst van zijn zuster Adèle (1871-1940) die in 1896 huwde met Jean Cardon de Lichtbuer (1868-1947), zoon van Théophile Cardon de Lichtbuer en Léonie Kramp. Antoine Cardon de Lichtbuer (1897-1966) erfde het dan weer van zijn ouders. Hij was in 1944 gehuwd met een Russische prinses, Maria Borisovna Gagarina. Ze hadden zes zonen en hun enige dochter Tatiana verdronk in 1951 in de kasteelvijver toen ze drie was. De zonen stelden het in 2004 te koop. Sedert 2006 is het kasteel bewoond door een nieuwe eigenaar die het kasteel restaureerde. Het verbouwde koetshuis werd in zijn oorspronkelijk staat hersteld.

## Galerij

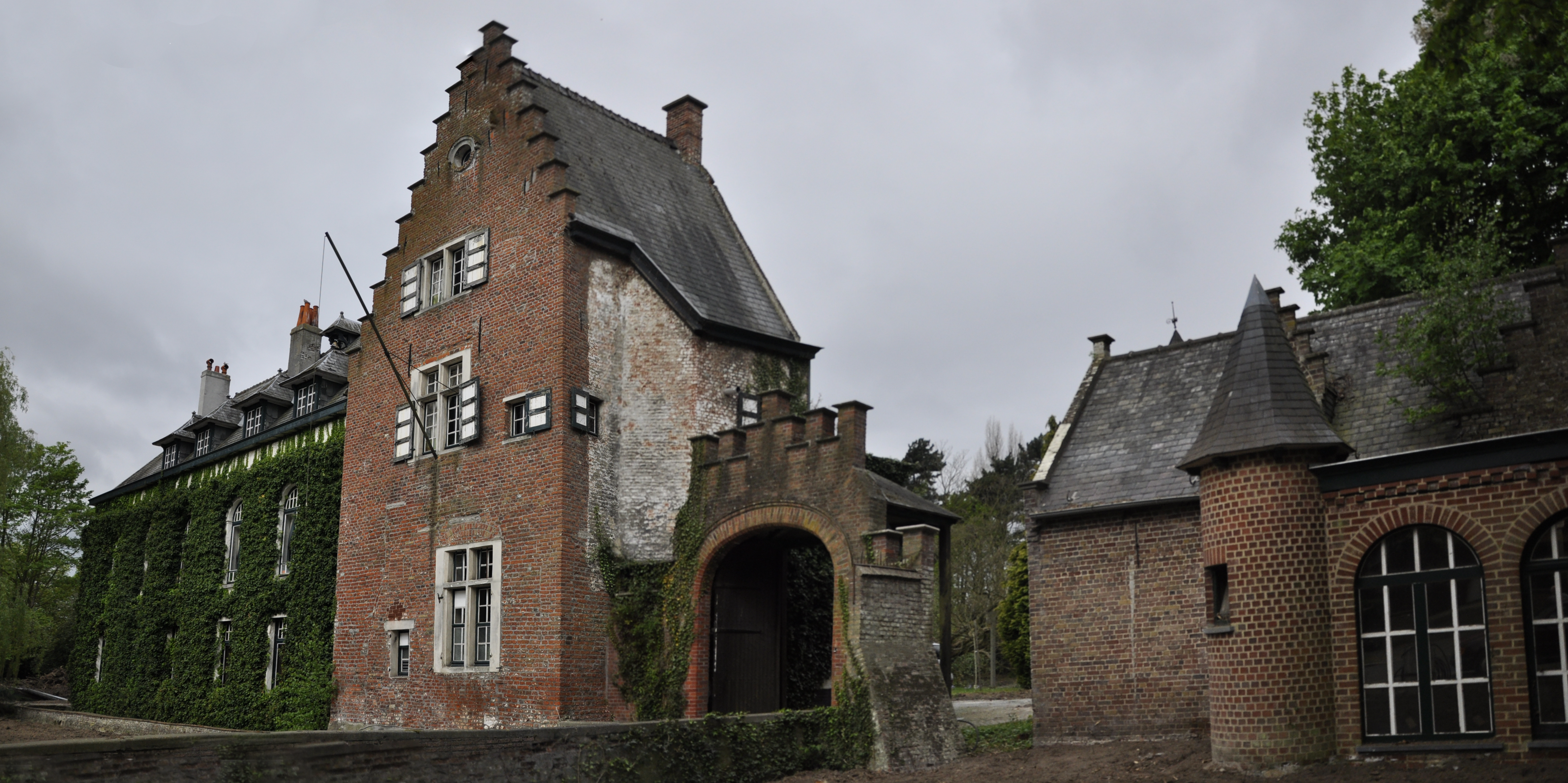
Kasteel de Oude Kluis in 2010 met rechts het verbouwde koetshuis
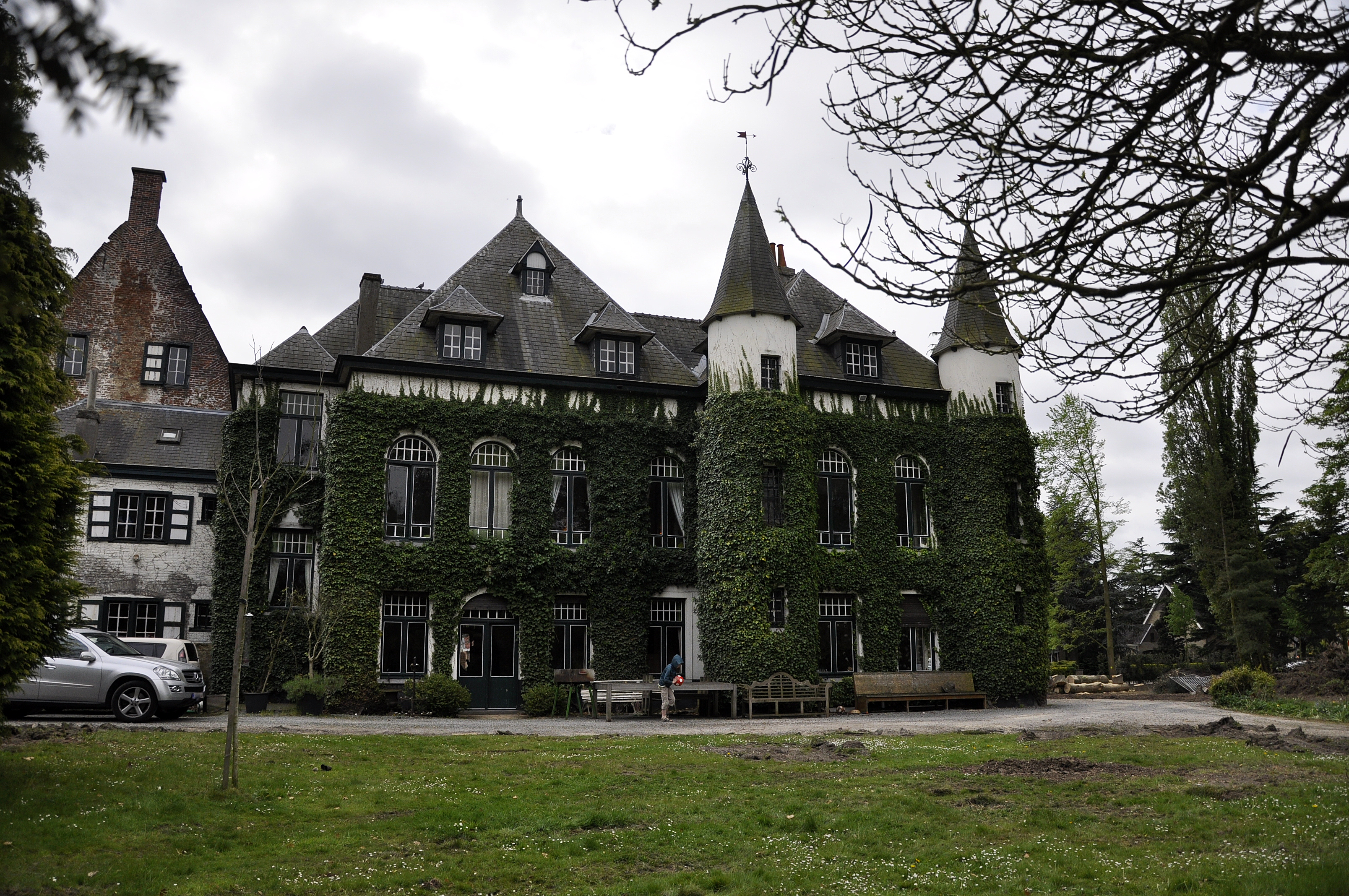
De achtergevel van het kasteel in 2010
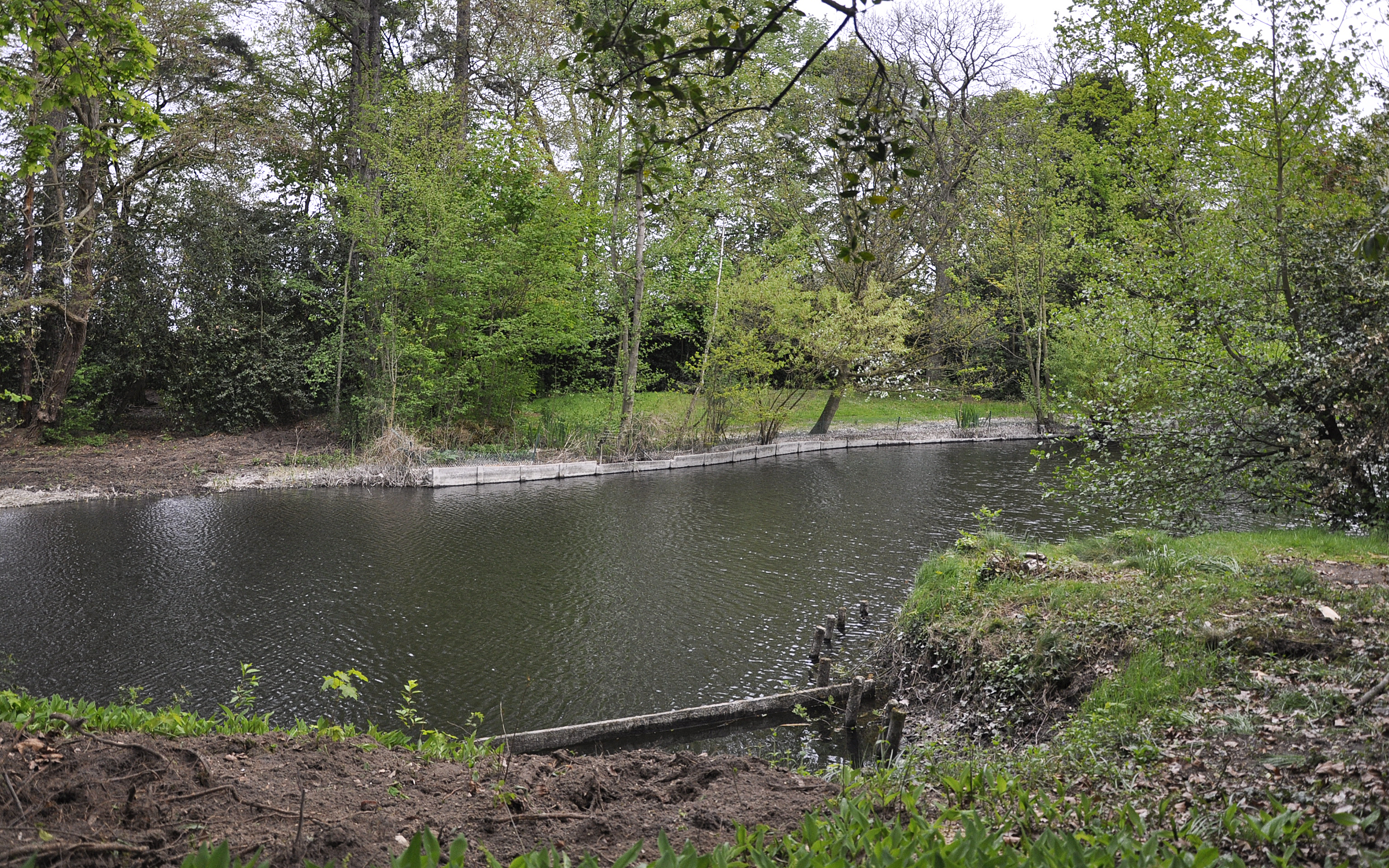
De vijver van het kasteel